# ビスティアル・ディヴァステーション
『ビスティアル・ディヴァステーション』 (Bestial Devastation) は、1985年にCogumelo Recordsからリリースされたブラジルのヘビーメタルバンド、セパルトゥラによるEPです。 これは彼らの最初の公式のリリースです。 EPの曲は後に、モービッド・ヴィジョンのCDバージョンのボーナストラックとしてリリースされました。

## アルバムの作成
バンド全体の資金不足のため、このアルバムで使用された楽器のほとんどは、友人や知人から借りていました。1曲目「The Curse」のボーカルは、バンドの友人が歌いました。 ドラムのイゴール・カヴァレラによると
「俺が覚えていることの1つは、イントロ（The Curse）のために友達の1人に歌っててもらったことです。 面白かったので、彼に来てスタジオでやってもらいました。」

## 概観
最終的にビスティアル・ディヴァステーションとなるものを録音する数か月前に、バンドは歌詞をポルトガル語から英語に切り替えることを決定しました。 バンドのメンバーは誰も言語の書き方や話し方を知らなかったため、友人のリノに歌詞の翻訳を依頼しました。 リノの粗雑な翻訳スキルの例は、「Antichrist」の詩の1節で見ることができます。
「Churches will be destroyed
Crosses will be brocken
He's laughing in blasphemy
Like a domination of death.
(教会は破壊されます
十字架は壊れます
彼は冒涜で笑っています
死の支配のように。)」

## トラック
| 全作詞・作曲: マックス・カヴァレラ、ジャイロ.T、パウロJr.。 |                         |                                             |                                             |      |
| #                                                           | タイトル                | 作詞                                        | 作曲・編曲                                  | 時間 |
| 1.                                                          | 「The Curse」           | マックス・カヴァレラ、ジャイロ.T、パウロJr. | マックス・カヴァレラ、ジャイロ.T、パウロJr. | 0:39 |
| 2.                                                          | 「Bestial Devastation」 | マックス・カヴァレラ、ジャイロ.T、パウロJr. | マックス・カヴァレラ、ジャイロ.T、パウロJr. | 3:08 |
| 3.                                                          | 「Antichrist」          | Wagner "Antichrist"                         | Max "Possessed"                             | 3:47 |
| 4.                                                          | 「Necromancer」         | マックス・カヴァレラ、ジャイロ.T、パウロJr. | マックス・カヴァレラ、ジャイロ.T、パウロJr. | 3:53 |
| 5.                                                          | 「Warriors of Death」   | マックス・カヴァレラ、ジャイロ.T、パウロJr. | マックス・カヴァレラ、ジャイロ.T、パウロJr. | 4:10 |
| 合計時間:                                                   | 合計時間:               | 15:37                                       |                                             |      |

## 参加メンバー
マックス・カヴァレラ(vo/gt)
ジャイロ.T(gt)
パウロJr.(ba)
イゴール・カヴァレラ(drm)